# Jill Corey

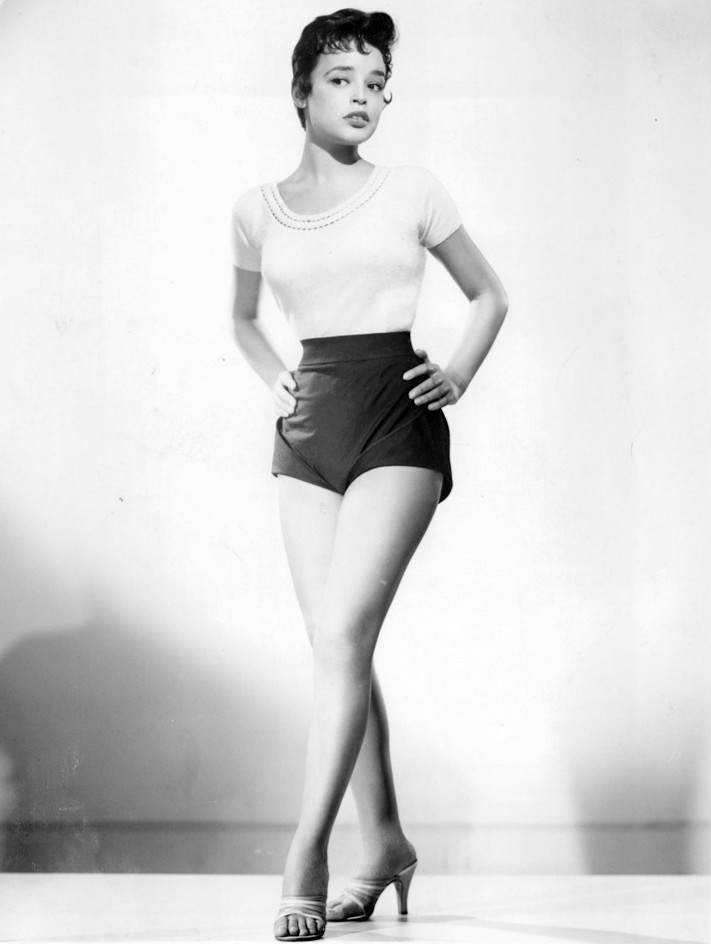
Jill Corey (1955)

Jill Corey, eigentlich Norma Jean Speranza (* 30. September 1935 in Avonmore, Pennsylvania, Vereinigte Staaten; † 3. April 2021 in Pittsburgh, Pennsylvania) war eine US-amerikanische Popsängerin der 1950er- und frühen 1960er-Jahre, die hauptsächlich Standards des Great American Songbook sang.

## Karriere
Jill Corey kam 1935 in der Kleinstadt Avonmore, etwa 40 Meilen östlich von Pittsburgh als jüngstes von fünf Kindern des Bergmanns Bernard Speranza (1895–1977) und dessen Frau Clara (geb. Grant, 1905–1940) zur Welt. Sie ging 1953 von der Bell-Avon High School ab. Ihre Gesangskarriere begann sie als Imitatorin von Carmen Miranda bei Familientreffen und Schulaufführungen.
Im Alter von 13 Jahren gewann Corey einen vom Lions Club gesponsorten Talentwettbewerb und durfte als Preis live beim örtlichen Radiosender WAVL singen. Dies brachte ihr sobald eine eigene Radiosendung ein.
Mit 17 Jahren erweckte eine Demoaufnahme von Tony Bennetts Since My Love Has Gone die Aufmerksamkeit des Orchesterleiters und Musikproduzenten Mitch Miller, der zu dem Zeitpunkt A&R-Chef bei Columbia Records war. Miller lud sie zu einem Vorsingen mit dem Fernsehmoderator Arthur Godfrey und dem Fernsehproduzenten Dave Garroway in New York ein. Garroway wählte ihren Künstlernamen aus dem Telefonbuch aus.
Corey begann eine langanhaltende, erfolgreiche Karriere als Sängerin bei Columbia Records. Zu ihren Erfolgstiteln gehören I Love My Baby (My Baby Loves Me) (Platz 21, Dezember 1956), Let It Be Me (Platz 57, April 1957), Love Me to Pieces (Platz 11, August 1957) und Big Daddy (Platz 96, September 1958).
Am 9. November 1953 war Corey auf dem Cover von Life zu sehen (Fotograf: Gordon Parks). Ab 1954 war sie regelmäßiger Gast in der Spielshow Stop the Music, ab 1956 trat sie in Johnny Carsons CBS-Comedy-Show auf und ab 1957 sang sie regelmäßig im Radioprogramm Your Hit Parade.
Im August 1958 war die 21-jährige Corey der jüngste Headliner in der Geschichte des New Yorker Nachtclubs Copacabana. Ebenfalls 1958 spielte sie zusammen mit James Komack und Moe Howard eine Hauptrolle in dem Columbia-Pictures-Musikfilm Senior Prom (Musik: Van Alexander).
Zwischen 1957 und 1960 trat Corey mehrmals in der Ed Sullivan Show auf.
Nach ihrer Eheschließung 1961 nahm Jill Corey eine lange Auszeit. Erst nach dem Tod ihres Manns begann Corey eine zweite Karriere im Theater. Sie war unter anderem in Aufführungen von Annie Get Your Gun, Sweet Charity, Promises, Promises und Gypsy zu sehen. Am 20. Oktober 1989 gab sie ein Konzert in der Carnegie Hall.
Jill Corey starb am 4. April 2021 im Alter von 85 Jahren im Shadyside Hospital in Pittsburgh.

## Privatleben
Mitte der 1950er hatte Corey eine kurze Affäre mit Frank Sinatra, der zu dem Zeitpunkt noch mit Ava Gardner verheiratet war.
Am 28. Dezember 1961 heiratete Corey Don Hoak (1928–1969), einen Third Baseman bei den Pittsburgh Pirates. Sie hatten eine gemeinsame Tochter, Clare Michelle Hoak (* 16. April 1965). Clare wurde Model und Schauspielerin (sie ist unter anderem in Geschichten aus der Gruft (1989) und Kevin – Allein in New York (1992) zu sehen).

## Diskografie
Studioalben
- 1957: Sometimes I'm Happy, Sometimes I'm Blue (Columbia CL 1095)

Singles
- 1953: „The First Christmas“ / „Silent Night“ (Woman's Home Companion Records ZP 49863)
- 1953: „Minneapolis“ / „Robe of Cavalry“ (Columbia 40123)
- 1954: „One God“ / „He Is a Man“ (Columbia 40268)
- 1954: „Cleo and Meo“ / „Do You Know What Lips Are For“ (Columbia 40177)
- 1954: „Should I Tell“ / „A Goodnight Kiss Is a Good Night's Work“ (Columbia 40188)
- 1954: „Where Are You?“ / „Number One Boy“ (Columbia 4-40327)
- 1955: „Cry Me a River“ / „Nobody's Heart“ (Columbia 4-40596)
- 1955: „That's All I Need“ / „Come To Me For Ev'rything“ (Columbia 4-40502)
- 1955: „Ching Ching-A-Ling“ / „Look! Look!“ (Columbia 4-40566)
- 1955: „Wait For Tomorrow“ / „First Love“ (Columbia 4-40627)
- 1955: „Edward“ / „I'm Not At All In Love“ (Columbia 4-40410)
- 1956: „Let Him Know“ / „What Am I to Do“ (Columbia 4-40743)
- 1956: „I Love My Baby (My Baby Loves Me)“ / „Egghead“ (Columbia 4-40794)
- 1956: „Summer Night“ / „Your Prayers Are Always Answered“ (Columbia 4-40687)
- 1957: „Let It Be Me“ / „Make Like A Bunny, Honey“ (Columbia 4-40878)
- 1957: „Love Me to Pieces“ / „Love“ (Columbia 4-40955)
- 1957: „I Feel Pretty“ / „How Can You Tell?“ (Columbia 4-41023)
- 1957: „Last Night on the Back Porch“ / „Ain't We Got Fun“ (Columbia, Promo-Single)
- 1957: „Dulce coneijto“ / „Tanto como yo te quiero“ (Columbia 20.656) – nur in Argentinien erschienen
- 1958: „Loveable“ / „Sweet Sugar Lips“ (Columbia 4-41164)
- 1958: „I Found a New Baby“ / „My Reverie“ (Columbia 4-41300)
- 1958: „I Told a Lie to My Darlin'“ / „Exactly Like You“ (Columbia 4-41068)
- 1958: „Big Daddy“ / „Wherefore Art Thou, Romeo?“ (Columbia 4-41202)
- 1958: „Uh-Huh, Oh Yeah“ / „Give It All You've Got“ (Columbia 4-41108)
- 1958: „Love In Vain“ / „Sometimes I'm Happy“ (Columbia B-10952)
- 1958: „Love Will Find Out the Way“ / „Dream Boy“ (Columbia 4-41360)
- 1959: „Have You Ever Been Lonely?“ / „I Gotta Have My Baby Back“ (Columbia 4-41621)
- 1959: „I Can't Hide a Mountain“ / „Seems Like Old Times“ (Columbia 4-41498)
- 1959: „The President Song“ / „Have I Told You Lately That I Love You“ (Columbia 4-41435)
- 1960: „One Boy“ / „Lonely Life“ (Columbia 4-41641)
- 1960: „Ten-Gallon Hat (Loaded With Sunshine)“ / „Stick 'Em Up, Stuck Up!“ (Columbia 4-41772)
- 1962: „It's Only Me“ / „I Miss You Already (and You're Not Even Gone)“ (Mercury 71913)
- 1968: „The Other Side of Me“ / „The Shadow of Your Smile“ (American Music Makers AMM-0014)

EPs
- 1954: Where Are You: „Where Are You?“, „He Is a Man (I Am a Man)“, „Should I Tell“, „A Goodnight Kiss Is a Good Night's Work“ (Philips 429 014 BE)
- 1958: Senior Prom: „Big Daddy“, „Love“, „The Longer I Love You“, „Rock-a Bye In Beardland“ (Columbia B 2148) – mit Paul Hampton und Mitch Miller
- 1959: Sometimes I'm Happy: „Last Night on the Back Porch“, „Bye Bye Blues“, „Ain't We Got Fun“, „I Double Dare You“ (Coronet KEP 177)

Compilations
- 2009: Let's Go to Town (Sounds of Yester Year DSOY795)
- 2015: Love Me to Pieces (Jasmine Records JASCD 817)